# Santa Ana (Colômbia)
Santa Ana é um município da Colômbia, localizado no departamento de Magdalena.